# Carresse-Cassaber
 Carresse-Cassaber  es una población y comuna francesa, en la región de Aquitania, departamento de Pirineos Atlánticos, en el distrito de Pau y cantón de Salies-de-Béarn.

## Geografía

### Situación
Carresse-Cassaber está al sur del banco derecho del Gave d'Oloron.

### Acceso
La comunidad se encuentra entre las carreteras departamentales 17 y 29.

### Comunidas vecinas
- Sorde-l'Abbaye (Landas) al norte
- Lahontan al noreste
- Saint-Dos y Saint-Pé-de-Léren al oeste
- Salies-de-Béarn al sureste
- Castagnède y Auterrive al sur.

## Demografía
| 738 | 746 | 697 | 589 | 536 | 468 |
| Para los censos de 1962 a 1999 la población legal corresponde a la población sin duplicidades (Fuente: INSEE [Consultar]) |     |     |     |     |     |

## Historia
Carresse-Cassaber es conocido por su rica historia, la cual estuvo influenciada por la presencia de una prestigiosa familia de grandes de España perteneciente al marquesado de Camarasa. 
El pueblo vio habitar en él a la marquesa de Montehermoso (amante del rey de España José I Bonaparte), a los marqueses de Camarasa, Ignacio Fernández de Henestrosa Ortiz de Mioño y Francisca de Borja Gayoso de los Cobos y Sevilla, y a Paul-Jean Toulet. 
En el seno de la última familia noble que habitó el castillo de Carresse, los Camarasa, se cultivaba el saber-vivir español, la delicadeza del alma, la cortesía legendaria de los grandes de España y una generosidad sin límites de la cual los habitantes aún tienen un recuerdo inalterable. Ellos hablaban castellano; la moda, el servicio doméstico y la moral eran españoles.
El general barón Lanabère, que figura sobre los pilares del arco del triunfo en París, fue bautizado en Carresse.
Carresse se unió a Cassaber en 1973.

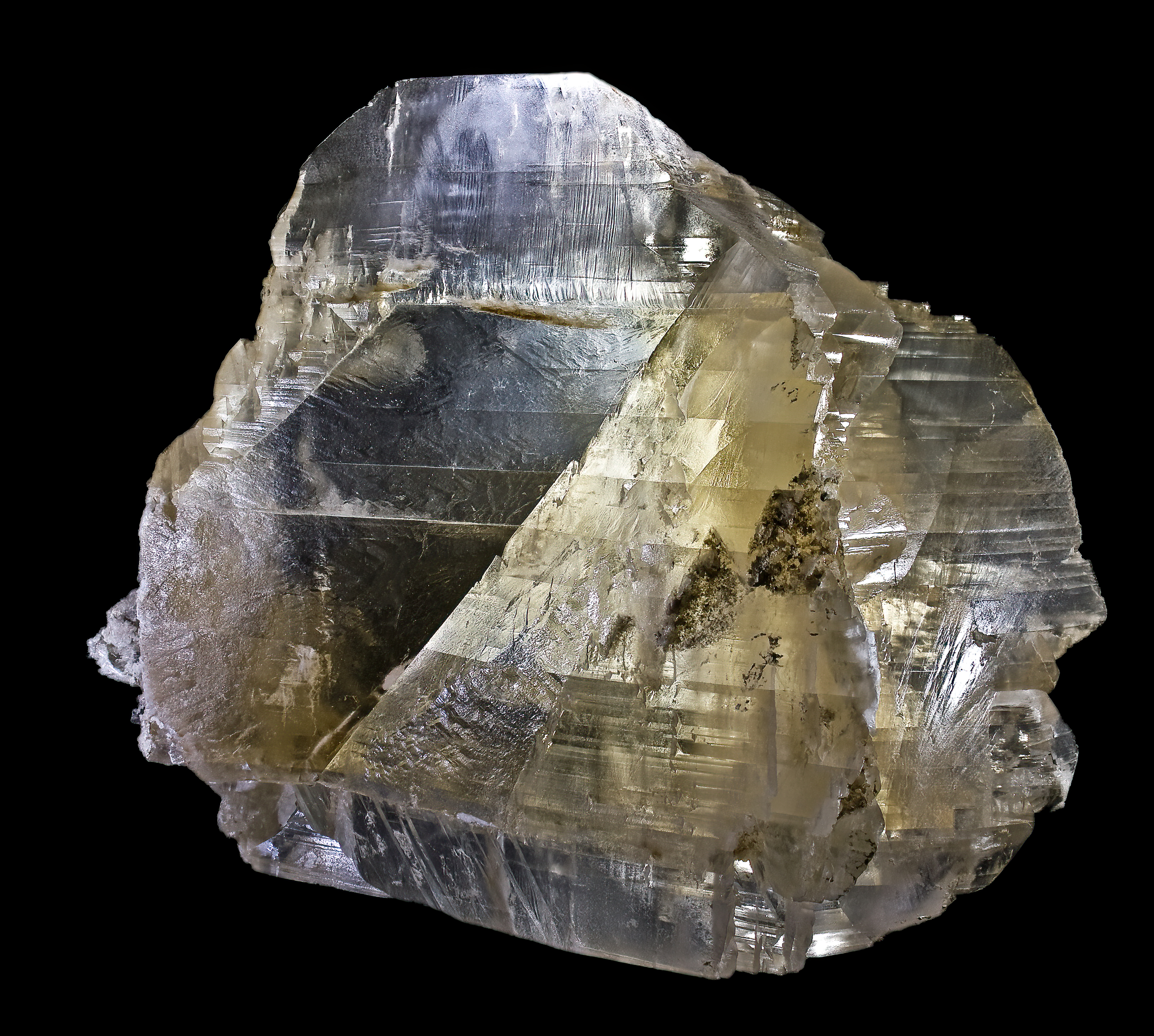
Gypse Carresse